# Sial

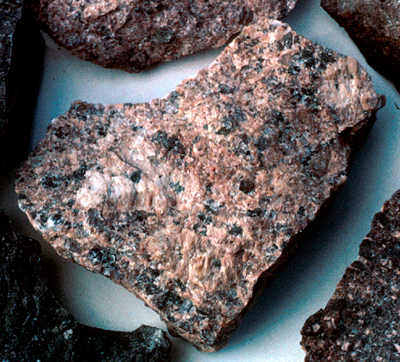
Típica roca perteneciente al sial, un granito del Precámbrico de las St. Francis Mountains, Misuri, mostrando la matriz de feldespato potásico (felsic)

Sial es un término, ya obsoleto, que designa a las rocas que forman la parte fundamental de la corteza continental, situadas sobre rocas más oscuras y densas que afloran además en el fondo oceánico y que forman el sima. El término alude a que son rocas basadas en silicatos caracterizados por la abundancia de aluminio, en lugar del magnesio que distingue a las rocas del sima.
Eduard Suess inventó los términos sima y sal, y Alfred Wegener propuso para el último como más conveniente la variante sial, evitando la confusión con el término latino (y español) sal, y su modificación tuvo éxito. Ambos conceptos han perdido significación y, aunque describen una situación real, con un sial discontinuo naciendo sobre un sima continuo, no tienen lugar en las teorías modernas que describen la estructura de la Tierra y explican su dinamismo. Los conceptos eran muy importantes, sin embargo, en la teoría de la Deriva continental, propuesta por Wegener, el cual imaginaba a los continentes, erróneamente, como masas de sial deslizándose sobre el sima.

## Propiedades
Se le llama también capa granítica   
El sial tiene una densidad menor (2600 - 2800 kg/m³) que el sima, debido principalmente a una mayor cantidad de aluminio, y una disminución de las cantidades de hierro y magnesio. El límite inferior de la capa de sial no es un límite estricto, el sial flota sobre las rocas más densas de la sima. La discontinuidad de Conrad se ha propuesto como límite, pero poco se sabe sobre ella, y no parece coincidir con el punto de cambio geoquímico. En su lugar, el límite ha sido fijado arbitrariamente en una densidad media de 2800 kg/m3.
Debido a las grandes presiones, a lo largo del tiempo geológico, la capa de sima fluye como un líquido muy viscoso, por lo que, en un sentido real, el sial flota en el sima, en equilibrio isostático. Las montañas se extienden hacia abajo y arriba, al igual que los icebergs en el océano; de modo que en la parte continental de las placas la capa de SIAL alcanza entre 5 km y 70 km de profundidad.